# Federico Francesco di Brunswick-Wolfenbüttel
Federico Francesco di Brunswick-Wolfenbüttel (Wolfenbüttel, 8 giugno 1732 – Hochkirch, 14 ottobre 1758) fu un principe della dinastia  Welfen.

## Biografia
Egli era figlio di Ferdinando Alberto II, principe di Brunswick-Wolfenbüttel-Bevern (1680 – 1735) e della di lui consorte, Antonietta Amalia di Brunswick-Wolfenbüttel (1696 – 1762).
Come il fratello Alberto entrò molto presto nell'esercito prussiano e si mise in luce durante la guerra dei sette anni. Cadde combattendo come maggior generale e comandante di un reggimento di fanteria nella battaglia di Hochkirch. La sua salma fu tumulata nel duomo di Braunschweig.

## Ascendenza
|                                             |                                      |                                                       | Genitori                                              |  |  | Nonni |  |  | Bisnonni                      |  |  | Trisnonni                        |  |
|                                             |                                      |                                                       |                                                       |  |  |       |  |  | Augusto di Brunswick-Lüneburg |  |  | Enrico III di Brunswick-Lüneburg |  |
|                                             |                                      |                                                       |                                                       |  |  |       |  |  | Augusto di Brunswick-Lüneburg |  |  | Enrico III di Brunswick-Lüneburg |  |
|                                             |                                      | Ursula di Sassonia-Lauenburg                          |                                                       |  |  |       |  |  | Augusto di Brunswick-Lüneburg |  |  |                                  |  |
| Ferdinando Alberto I di Brunswick-Lüneburg  |                                      |                                                       |                                                       |  |  |       |  |  | Augusto di Brunswick-Lüneburg |  |  |                                  |  |
|                                             |                                      | Elisabetta Sofia di Meclemburgo-Güstrow               | Giovanni Alberto II di Meclemburgo-Güstrow            |  |  |       |  |  |                               |  |  |                                  |  |
|                                             |                                      | Elisabetta Sofia di Meclemburgo-Güstrow               | Giovanni Alberto II di Meclemburgo-Güstrow            |  |  |       |  |  |                               |  |  |                                  |  |
|                                             |                                      | Elisabetta Sofia di Meclemburgo-Güstrow               | Margherita di Meclemburgo                             |  |  |       |  |  |                               |  |  |                                  |  |
| Ferdinando Alberto II di Brunswick-Lüneburg |                                      | Elisabetta Sofia di Meclemburgo-Güstrow               |                                                       |  |  |       |  |  |                               |  |  |                                  |  |
|                                             |                                      | Federico d'Assia-Eschwege                             | Maurizio d'Assia-Kassel                               |  |  |       |  |  |                               |  |  |                                  |  |
|                                             |                                      | Federico d'Assia-Eschwege                             | Maurizio d'Assia-Kassel                               |  |  |       |  |  |                               |  |  |                                  |  |
|                                             |                                      | Federico d'Assia-Eschwege                             | Giuliana di Nassau-Dillenburg                         |  |  |       |  |  |                               |  |  |                                  |  |
| Cristina d'Assia-Eschwege                   |                                      | Federico d'Assia-Eschwege                             |                                                       |  |  |       |  |  |                               |  |  |                                  |  |
|                                             |                                      | Eleonora Caterina del Palatinato-Zweibrücken-Kleeburg | Giovanni Casimiro del Palatinato-Zweibrücken-Kleeburg |  |  |       |  |  |                               |  |  |                                  |  |
|                                             |                                      | Eleonora Caterina del Palatinato-Zweibrücken-Kleeburg | Giovanni Casimiro del Palatinato-Zweibrücken-Kleeburg |  |  |       |  |  |                               |  |  |                                  |  |
|                                             |                                      | Eleonora Caterina del Palatinato-Zweibrücken-Kleeburg | Caterina Vasa                                         |  |  |       |  |  |                               |  |  |                                  |  |
| Federico Francesco di Brunswick-Lüneburg    |                                      | Eleonora Caterina del Palatinato-Zweibrücken-Kleeburg |                                                       |  |  |       |  |  |                               |  |  |                                  |  |
|                                             | Antonio Ulrico di Brunswick-Lüneburg | Augusto di Brunswick-Lüneburg                         |                                                       |  |  |       |  |  |                               |  |  |                                  |  |
|                                             | Antonio Ulrico di Brunswick-Lüneburg | Augusto di Brunswick-Lüneburg                         |                                                       |  |  |       |  |  |                               |  |  |                                  |  |
|                                             | Antonio Ulrico di Brunswick-Lüneburg | Dorotea di Anhalt-Zerbst                              |                                                       |  |  |       |  |  |                               |  |  |                                  |  |
| Luigi Rodolfo di Brunswick-Lüneburg         | Antonio Ulrico di Brunswick-Lüneburg |                                                       |                                                       |  |  |       |  |  |                               |  |  |                                  |  |
|                                             |                                      | Elisabetta Giuliana di Schleswig-Holstein-Norburg     | Federico di Schleswig-Holstein-Sonderburg-Norburg     |  |  |       |  |  |                               |  |  |                                  |  |
|                                             |                                      | Elisabetta Giuliana di Schleswig-Holstein-Norburg     | Federico di Schleswig-Holstein-Sonderburg-Norburg     |  |  |       |  |  |                               |  |  |                                  |  |
|                                             |                                      | Elisabetta Giuliana di Schleswig-Holstein-Norburg     | Eleonora di Anhalt-Zerbst                             |  |  |       |  |  |                               |  |  |                                  |  |
| Antonietta Amalia di Brunswick-Wolfenbüttel |                                      | Elisabetta Giuliana di Schleswig-Holstein-Norburg     |                                                       |  |  |       |  |  |                               |  |  |                                  |  |
|                                             |                                      | Alberto Ernesto I di Oettingen-Oettingen              | Gioacchino Ernesto di Oettingen-Oettingen             |  |  |       |  |  |                               |  |  |                                  |  |
|                                             |                                      | Alberto Ernesto I di Oettingen-Oettingen              | Gioacchino Ernesto di Oettingen-Oettingen             |  |  |       |  |  |                               |  |  |                                  |  |
|                                             |                                      | Alberto Ernesto I di Oettingen-Oettingen              | Anna Dorotea di Hohenlohe-Noyenshtayn-Glayhen         |  |  |       |  |  |                               |  |  |                                  |  |
| Cristina Luisa di Oettingen-Oettingen       |                                      | Alberto Ernesto I di Oettingen-Oettingen              |                                                       |  |  |       |  |  |                               |  |  |                                  |  |
|                                             |                                      | Cristina Federica di Württemberg                      | Eberardo III di Württemberg                           |  |  |       |  |  |                               |  |  |                                  |  |
|                                             |                                      | Cristina Federica di Württemberg                      | Eberardo III di Württemberg                           |  |  |       |  |  |                               |  |  |                                  |  |
|                                             |                                      | Cristina Federica di Württemberg                      | Anna Caterina di Salm-Kyrburg                         |  |  |       |  |  |                               |  |  |                                  |  |
|                                             |                                      | Cristina Federica di Württemberg                      |                                                       |  |  |       |  |  |                               |  |  |                                  |  |